# Nerf zygomatique
Le nerf zygomatique est une branche du nerf maxillaire, lui-même branche du nerf trijumeau (CN V). Il parcourt l'orbite et se divise en branches qui assurent l'innervation sensorielle de la peau au-dessus des os zygomatiques et temporaux.

## Structure
Le nerf zygomatique est une branche du nerf maxillaire au niveau du ganglion ptérygopalatin. Il voyage dans la fosse ptérygopalatine à travers la fissure orbitaire inférieure pour entrer dans l'orbite. Dans l'orbite, il se déplace vers l'avant le long de la paroi latérale. Peu après son entrée dans l'orbite, il se divise en nerfs zygomatico-temporal et zygomatico-facial. Ces nerfs se déplacent ensuite à travers des foramens de même nom dans la surface orbitale de l'os zygomatique.

### Branches
- branche communicante au nerf lacrymal
- nerf zygomatico-temporal
- nerf zygomatico-facial

## Fonction
Les branches terminales du nerf zygomatique contiennent des axones sensoriels qui assurent l'innervation de la peau recouvrant les os temporaux et zygomatiques.
Le nerf zygomatique transporte également des axones parasympathiques postganglionnaires. Ces axones ont leur corps cellulaire dans le ganglion ptérygopalatin. Ils se déplacent du ganglion au nerf zygomatique puis au nerf lacrymal par une branche communicante. Du nerf lacrymal, ils pénètrent dans la glande lacrymale et assurent l'innervation sécréto-motrice.

## Variation
Parfois le nerf zygomatique ne se ramifie pas dans l'orbite et pénètre par un seul foramen dans l'os zygomatique appelé le foramen zygomatico-orbitaire. Dans ce cas, il se divise à l'intérieur de l'os en nerfs zygomatico-temporal et zygomatico-facial.

## Galerie

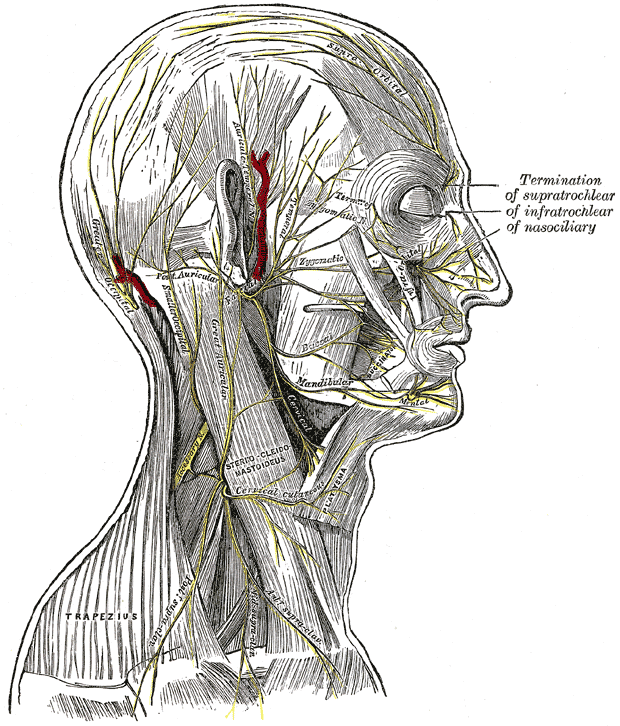
Les nerfs du cuir chevelu, du visage et du côté du cou.
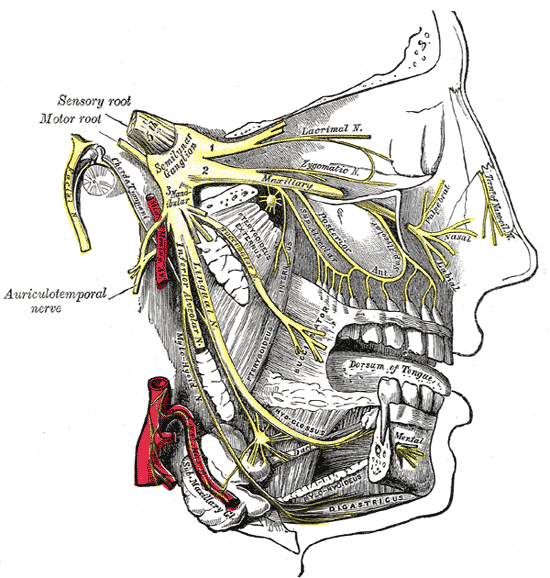
Branches du nerf trijumeau. Le nerf zygomatique est visible en se ramifiant à partir du nerf maxillaire et en entrant dans l'orbite.